# Remigia mundella
Remigia mundella là một loài bướm đêm trong họ Erebidae.